# 悪を呼ぶ少年
『悪を呼ぶ少年』（あくをよぶしょうねん、The Other）は、1972年に公開されたアメリカ合衆国のホラー、サイコロジカルスリラー映画。トム・トライオンの小説「もう1人の子」をトライオン自身が脚色し映画化した作品。監督はロバート・マリガン。出演はユタ・ヘーゲンやダイアナ・マルドアなど。

## キャスト
※括弧内は日本語吹替（初回放送1976年8月8日『日曜洋画劇場』）
- エーダ：ユタ・ヘーゲン（南美江）
- アレクサンドラ：ダイアナ・マルドア（北浜晴子）
- ナイルズ：クリス・ユドヴァーノキー（大見川高行）
- ホランド：マーティン・ユドバーノキー
- アンジェリーニ氏：ヴィクター・フレンチ
- ジョージ伯父：ルー・フリッゼル
- ライダー：ジョン・リッター